# Setmana Catalana de 1986
La Setmana Catalana de 1986, va ser la 23a edició de la Setmana Catalana de Ciclisme. Es disputà en 7 etapes del 17 al 21 de març de 1986. El vencedor final fou l'espanyol Felipe Yáñez de l'equip Zahor per davant de Jean-Claude Bagot i Guido Winterberg.
Malgrat que aquesta edició començava amb la participació del 5 cops campió del Tour de França, Bernard Hinault, ben aviat el corredor francès va demostrar que no havia vingut a competir i així després d'una mala primera etapa, abandonava en el transcurs de la segona.
Felipe Yáñez va aconseguir una gran victòria a Andorra, que a la fí li donarien el triomf final. Va perdre temps amb el transcurs de les etapes i al final només va guanyar amb un segon de diferència respecte de Bagot.
Va destacar també Eddy Planckaert, que va aconseguir 4 victòries d'etapa i en una d'elles, la de Badalona, va ser sorprenentment, ja que l'etapa va haver d'acabar 8 km abans degut a una manifestació de treballadors de la pell.

## Etapes
| Etapa  | Data       | Ciutats d'etapa                       | km    | Vencedor de l'etapa    | Líder de la general     |
| ------ | ---------- | ------------------------------------- | ----- | ---------------------- | ----------------------- |
| Pròleg | 17 de març | Palafrugell – Palafrugell (CRI)       | 3,8   | Bert Oosterbosch (NED) | Bert Oosterbosch (NED)  |
| 1a     | 17 de març | Palafrugell – Ripoll                  | 123,0 | Eddy Planckaert (BEL)  | Jean-Claude Bagot (FRA) |
| 2a     | 18 de març | Ripoll – Andorra la Vella ( Andorra)  | 207,0 | Felipe Yáñez (ESP)     | Felipe Yáñez (ESP)      |
| 3a     | 19 de març | Oliana – Badalona                     | 178,0 | Eddy Planckaert (BEL)  | Felipe Yáñez (ESP)      |
| 4a A   | 20 de març | Rubí - Rubí (CRI)                     | 21,0  | Guido Winterberg (SUI) | Josep Recio (ESP)       |
| 4a B   | 20 de març | Rubí - Lleida                         | 148,0 | Eddy Planckaert (BEL)  | Josep Recio (ESP)       |
| 5a     | 21 de març | Mollerussa - Santa Coloma de Gramenet | 187,0 | Eddy Planckaert (BEL)  | Felipe Yáñez (ESP)      |

### Pròleg[1]
17-03-1986: Palafrugell (CRI), 3,8 km.:
|   | Ciclista                | Equip         | Temps  |
| - | ----------------------- | ------------- | ------ |
| 1 | Bert Oosterbosch (NED)  | Panasonic     | 4' 47" |
| 2 | Jean-Claude Bagot (FRA) | Fagor         | + 9"   |
| 3 | Guido Winterberg (SUI)  | La Vie Claire | m. t.  |

### 1a etapa[1]
17-03-1986: Palafrugell – Ripoll, 123,0 km.
|   | Ciclista                  | Equip      | Temps      |
| - | ------------------------- | ---------- | ---------- |
| 1 | Eddy Planckaert (BEL)     | Panasonic  | 3h 18' 58" |
| 2 | Peio Ruiz Cabestany (ESP) | Seat-Orbea | m. t.      |
| 3 | Alfonso Gutiérrez (ESP)   | Teka       | m. t.      |

### 2a etapa[2]
18-03-1986: Ripoll – Andorra la Vella, 207,0 km.:
|   | Ciclista                  | Equip      | Temps      |
| - | ------------------------- | ---------- | ---------- |
| 1 | Felipe Yáñez (ESP)        | Zahor      | 6h 11' 18" |
| 2 | Iñaki Gastón (ESP)        | Kas-Mavic  | + 01' 41"  |
| 3 | Peio Ruiz Cabestany (ESP) | Seat-Orbea | + 02' 01"  |

### 3a etapa[3]
19-03-1986: Oliana – Badalona, 178,0 km.:
|   | Ciclista                | Equip     | Temps      |
| - | ----------------------- | --------- | ---------- |
| 1 | Eddy Planckaert (BEL)   | Panasonic | 4h 13' 28" |
| 2 | Jean-Claude Bagot (FRA) | Fagor     | + 02' 17"  |
| 3 | Mariano Sánchez (ESP)   | Kelme     | + 02' 42"  |

### 4a etapa A[4]
20-03-1986: Rubí (CRI), 21,0 km.:
|   | Ciclista                | Equip         | Temps   |
| - | ----------------------- | ------------- | ------- |
| 1 | Guido Winterberg (SUI)  | La Vie Claire | 26' 36" |
| 2 | Jean-Claude Bagot (FRA) | Fagor         | + 30"   |
| 3 | Julián Gorospe (ESP)    | Reynolds      | + 31"   |

### 4a etapa B[4]
20-03-1986: Rubí - Lleida, 148,0 km.:
|   | Ciclista                | Equip     | Temps       |
| - | ----------------------- | --------- | ----------- |
| 1 | Eddy Planckaert (BEL)   | Panasonic | 3 h 46' 43" |
| 2 | Alfonso Gutiérrez (ESP) | Teka      | m. t.       |
| 3 | Frank Hoste (BEL)       | Fagor     | m. t.       |

### 5a etapa[5]
21-03-1986: Mollerussa - Santa Coloma de Gramenet, 187,0 km.:
|   | Ciclista                 | Equip     | Temps      |
| - | ------------------------ | --------- | ---------- |
| 1 | Eddy Planckaert (BEL)    | Panasonic | 4h 52' 54" |
| 2 | Federico Etxabe (ESP)    | Teka      | m. t.      |
| 3 | Josep Lluís Laguía (ESP) | Reynolds  | m. t.      |

## Classificació General
|    | Ciclista                            | Equip         | Punts       |
| -- | ----------------------------------- | ------------- | ----------- |
| 1  | Felipe Yáñez (ESP)                  | Zahor         | 22h 56' 43" |
| 2  | Jean-Claude Bagot (FRA)             | Fagor         | + 01"       |
| 3  | Guido Winterberg (SUI)              | La Vie Claire | + 26"       |
| 4  | Julián Gorospe (ESP)                | Reynolds      | + 1' 14"    |
| 5  | Iñaki Gastón (ESP)                  | Kas-Mavic     | + 1' 16"    |
| 6  | Peio Ruiz Cabestany (ESP)           | Seat-Orbea    | + 1' 29"    |
| 7  | Raimund Dietzen (RFA)               | Teka          | + 1' 34"    |
| 8  | Pedro Delgado (ESP)                 | PDM           | + 1' 35"    |
| 9  | Steven Rooks (NED)                  | PDM           | + 1' 51"    |
| 10 | Francisco Rodríguez Maldonado (COL) | Zor-BH        | + 2' 03"    |